# Emanuel St-Pierre
 (octobre 2024).
Emanuel St-Pierre (1985) est un réalisateur, producteur,,, entrepreneur et inventeur canadien. Il est connu pour avoir inventé la technologie iVIDEO et pour son travail dans la vidéo à 360 dégrés.
En 2014, il a réalisé et produit le long métrage SAULE,.Aujourd’hui, il concentre ses efforts sur des projets artistiques ainsi que sur le développement et la promotion de ces technologies, notamment dans des initiatives de communication sociale et institutionnelle visant à soutenir des causes durables, équitables, diverses et inclusives,,,.

## Éducation
Emanuel a étudié la réalisation à Institut national de l'image et du son (Inis) et le scénario à l’Université du Québec à Montréal (UQAM). Son parcours académique lui a permis de développer une vision créative et socialement engagée dans le domaine de la production cinématographique et vidéo.

## Carrière
Emanuel est président de Hit Film Inc., une société de production vidéo, et fondateur de la technologie iVIDEO. En 2022, il a acquis Immersion 360, renforçant ainsi ses capacités dans la vidéo immersive et la réalité virtuelle.
En plus de sa carrière de réalisateur et producteur, Emanuel a été membre du jury des prix Réals de l’Association des réalisateurs du Québec de 2018 à 2022. Il a également fondé la société Écho Solidaire, un projet axé sur la communication sociale.

## Autres contributions
Emanuel est le fondateur des 5À7 de l’industrie audiovisuelle, un événement de réseautage qui rassemble l’industrie au Québec. Cette initiative est désormais administrée par l’Académie canadienne du cinéma et de la télévision.

## Récompenses et reconnaissance
Emanuel a reçu plusieurs distinctions au cours de sa carrière. En 2011, il a remporté le prix de la meilleure réalisation de l’Association des réalisateurs du Québec lors du Festival Fantasia,. Il a également remporté le premier prix du concours Égalité au travail, décerné par le ministre de la Culture du Québec.
En 2016, son projet de réalité virtuelle a été récompensé par le prix Thérèse-Casgrain pour l’égalité,, en reconnaissance de ses contributions à la promotion de l’égalité et de la diversité à travers les arts.